# Ерос (Луїзіана)
Ерос (англ. Eros) — місто (англ. town) в США, в окрузі Джексон штату Луїзіана. Населення — 130 осіб (2020).

## Географія
Ерос розташований за координатами 32°23′33″ пн. ш. 92°25′26″ зх. д. / 32.39250° пн. ш. 92.42389° зх. д. (32.392558, -92.423933).  За даними Бюро перепису населення США в 2010 році місто мало площу 2,58 км², уся площа — суходіл.

## Демографія
Згідно з переписом 2010 року, у місті мешкало 155 осіб у 66 домогосподарствах у складі 43 родин. Густота населення становила 60 осіб/км².  Було 84 помешкання (33/км²).
Расовий склад населення:
| - 85,8 % — білих - 11,0 % — чорних або афроамериканців - 2,6 % — корінних американців |

До двох чи більше рас належало 0,6 %. Частка іспаномовних становила 1,3 % від усіх жителів.
За віковим діапазоном населення розподілялося таким чином: 27,1 % — особи молодші 18 років, 58,7 % — особи у віці 18—64 років, 14,2 % — особи у віці 65 років та старші. Медіана віку мешканця становила 39,9 року. На 100 осіб жіночої статі у місті припадало 93,8 чоловіків;  на 100 жінок у віці від 18 років та старших — 91,5 чоловіків також старших 18 років.
Середній дохід на одне домашнє господарство  становив 40 285 доларів США (медіана — 31 250), а середній дохід на одну сім'ю — 47 133 долари (медіана — 52 813). За межею бідності перебувало 20,2 % осіб, у тому числі 18,0 % дітей у віці до 18 років та 16,7 % осіб у віці 65 років та старших.
Цивільне працевлаштоване населення становило 58 осіб. Основні галузі зайнятості: науковці, спеціалісти, менеджери — 19,0 %, будівництво — 19,0 %, сільське господарство, лісництво, риболовля — 15,5 %.